# Paulo César Reis Meindl Von Berger
Paulo César Reis Meindl Von Berger, detto Paulão (San Paolo, 6 gennaio 1964 – San Paolo, 23 giugno 2019), è stato un cestista e allenatore di pallacanestro brasiliano.
Era il padre di Leonardo Meindl.

## Carriera
Con il Brasile ha disputato i Campionati americani del 1989.